# Sebők Szilvia
Sebők Szilvia (Budapest, 1981. augusztus 4. –) válogatott magyar labdarúgó, csatár.

## Pályafutása

### A válogatottban
2000-ben egy alkalommal szerepelt a válogatottban.

## Sikerei, díjai
- Magyar bajnokság
  - 3.: 1999–00

## Statisztika

### Mérkőzése a válogatottban
| Magyarország | Magyarország      | Magyarország | Magyarország | Magyarország | Magyarország | Magyarország | Magyarország | Magyarország |
| #            | Dátum             | Helyszín     | Hazai        | Eredmény     | Vendég       | Kiírás       | Gólok        | Esemény      |
| ------------ | ----------------- | ------------ | ------------ | ------------ | ------------ | ------------ | ------------ | ------------ |
| 1.           | 2000. október 14. | Bük          | Magyarország | 0 – 3        | Hollandia    | Eb-selejtező | -            | 77'          |
|              | Összesen          |              |              | 1            | mérkőzés     |              | 0            | gól          |